# Киндлбергер, Чарльз
Чарльз Киндлбергер (англ. Charles Poor Kindleberger; 12 октября 1910, Нью-Йорк — 7 июля 2003, Кембридж, шт. Массачусетс) — американский экономист, специалист в области международной экономики, международных финансов и истории экономики.

## Биография
Закончил Пенсильванский университет со степенью бакалавра в 1932 году. Магистр (1934) и доктор философии (1937) Колумбийского университета.
В 1936–1939 экономист-исследователь в Федеральном резервном банке Нью-Йорка. Работал в 1939–1940 годах в Банке международных расчетов в Базеле, в 1940–1942 годах состоял в Совете управляющих Федеральной резервной системы в Вашингтоне.
Во время Второй Мировой войны служил в Управлении стратегических служб, в 1944 году был награждён Бронзовой звездой, в 1945 — орденом «Легион почёта».
В 1945–1947 годах возглавлял Управление экономической безопасности в Государственном департаменте, играл важную роль в разработке Плана Маршалла.
С 1948 по 1981 год преподавал в Массачусетском технологическом институте, с 1951 по 1976 занимал кафедру профессора международной экономики имени Форда.
Лауреат премий Б. Хармса (1978) и А. Смита (1983). Президент Американской экономической ассоциации (1985).

## Память
В честь заслуг учёного в MIT учреждена «кафедра профессора прикладной экономики имени Чарльза Киндлбергера» (её ныне занимает Дарон Асемоглу).

## Научный вклад
Написал вместе с соавторами неоднократно переиздававшийся вводный учебник «Международная экономика».
Основной темой исследований в области международных финансов была идея о том, что мировая финансовая система является иерархической структурой, в которой некоторая ведущая страна должна выступать как кредитор последней инстанции в целях обеспечения глобальной финансовой стабильности аналогично центральному банку в отдельной стране. В 1950-е и 1960-е годы такую роль играли США, обеспечивая ликвидность в мировой финансовой системе. В 1970-е годы возникли обстоятельства, угрожавшие положить конец деятельности США как кредитора последней инстанции, что привело к нестабильности мировой финансовой системы.
Изначально Киндлбергер был единственным автором книги «Мировые финансовые кризисы. Мании, паники и крахи», но после его смерти она издаётся с дополнениями профессора Алибера, вклад которого заключается в том, что он усилил фокус на идеях Хаймана Мински и дописал о событиях конца XX — начала XXI века.